# 1766 en philosophie
Chronologie de la philosophie
- 1762
- 1763
- 1764
- 1765
- 1766
- 1767
- 1768
- 1769
- 1770

L’année 1766 a été marquée, en philosophie, par les événements suivants :

## Publications
- Le Philosophe ignorant est un texte philosophique de Voltaire publié vraisemblablement en décembre 1766 dans lequel il déclare son ignorance. Il base sa pensée sur la critique des philosophes qui sont venus avant lui ; en effet, il démontre qu'on reste ignorant même après les avoir lus (ou entendus) attentivement.
- Emmanuel Kant : Rêves d'un visionnaire expliqués par des rêves métaphysiques.

- Emanuel Swedenborg : L'Apocalypse expliquée selon le sens spirituel où sont révélés les Arcanes qui y sont prédits, et qui jusqu'à présent ont été profondément cachés (Apocalypsis Revelata, I et II, 1766). Ouvrage posthume d'Emanuel Swedenborg, traduit du latin par J.-F.-E. Le Boys des Guays, 1855-1859 :
  - Tome premier, chapitres I-IV, nos 1 à 295, 1855. Texte en ligne sur Gallica ;
  - Tome deuxième, chapitres V-VI, nos 296 à 414, 1856. Texte en ligne sur Gallica ;
  - Tome troisième, chapitres VII-IX, nos 415 à 591, 1856. Texte en ligne sur Gallica ;
  - Tome quatrième, chapitres X-XI, nos 592 à 704, 1857. Texte en ligne sur Gallica ;
  - Tome cinquième, chapitres XII-XIII, nos 705 à 847, 1858. Texte en ligne sur Gallica ;
  - Tome sixième, chapitres XIV-XVII, nos 848 à 1049, 1859. Texte en ligne sur Gallica ;
  - Tome septième, chapitres XVIII-XIX, nos 1090 à 1229, 1859. Texte en ligne sur Gallica.

## Naissances
- 19 mai : Johann Christoph Hoffbauer, philosophe allemand († 4 août 1827).